# Guillermo Cuadri
Guillermo Cuadri también conocido por su seudónimo Santos Garrido (Minas, 12 de enero de 1884 - Ib., 1 de octubre de 1953) fue un escritor uruguayo considerado uno de los poetas gauchescos más populares de ese país.

## Biografía
Su padre era de origen suizo mientras que su madre era uruguaya. Sus primeros textos fueron editados en 1925 en el libro Bajo la misma sombra, que también incluyó obras de Juan José Morosoli, Julio Casas Araújo, Valeriano Magri y José María Cajaraville. A fines del año siguiente editó "El Agregao", la cual consagró su popularidad y donde se considera que están reunidos sus mejores trabajos. Este libro contó con varias ediciones ampliadas.
Importantes críticos literarios como José Pereira Rodríguez y Juan Carlos Sábat Pebet, dedicaron líneas positivas a la aparición de este libro mientras que su coterráneo Juan José Morosoli alabó la calidad del mismo en varias conferencias que, a lo largo del tiempo, brindara sobre Cuadri. Asimismo, los textos de este libro fueron interpretados por importantes recitadores como Rufino Mario García y Alcides Astiazarán -considerado por Serafín J. García como el mejor intérprete de la poesía gauchesca-, lo cual contribuyó a su difusión en el territorio uruguayo.
La escasa producción bibliográfica de Cuadri se cierra con la edición del libro en prosa titulado "Leyendas minuanas" que data de 1938. Además de estos textos, Cuadri dejó una importante obra inédita, la cual fue recogida por su hijo Waldemar junto a una reseña biográfica sobre su padre. El título de la misma fue "Entre Vulcano y las musas" el cual hace referencia al oficio de herrero de Guillermo, el cual mantuvo toda su vida a pesar de haber alcanzado gran popularidad como poeta gauchesco.

## Obras
- Bajo la misma sombra (obra colectiva con textos de Cuadri, Morosoli, Casas Araújo, Magri y Cajaraville. 1925)
- El Agregao (1.ª edición. 1926)
- El Agregao (2.ª edición. 1928)
- Leyendas minuanas (A. Chechi. 1938)
- El Agregao (3.ª edición. 1967)
- Entre Vulcano y las musas (obra biográfica escrita por su hijo que incorporó textos inéditos de Guillermo Cuadri. Waldemar Cuadri. Artecolor Impresora. 1979)